# Yadav

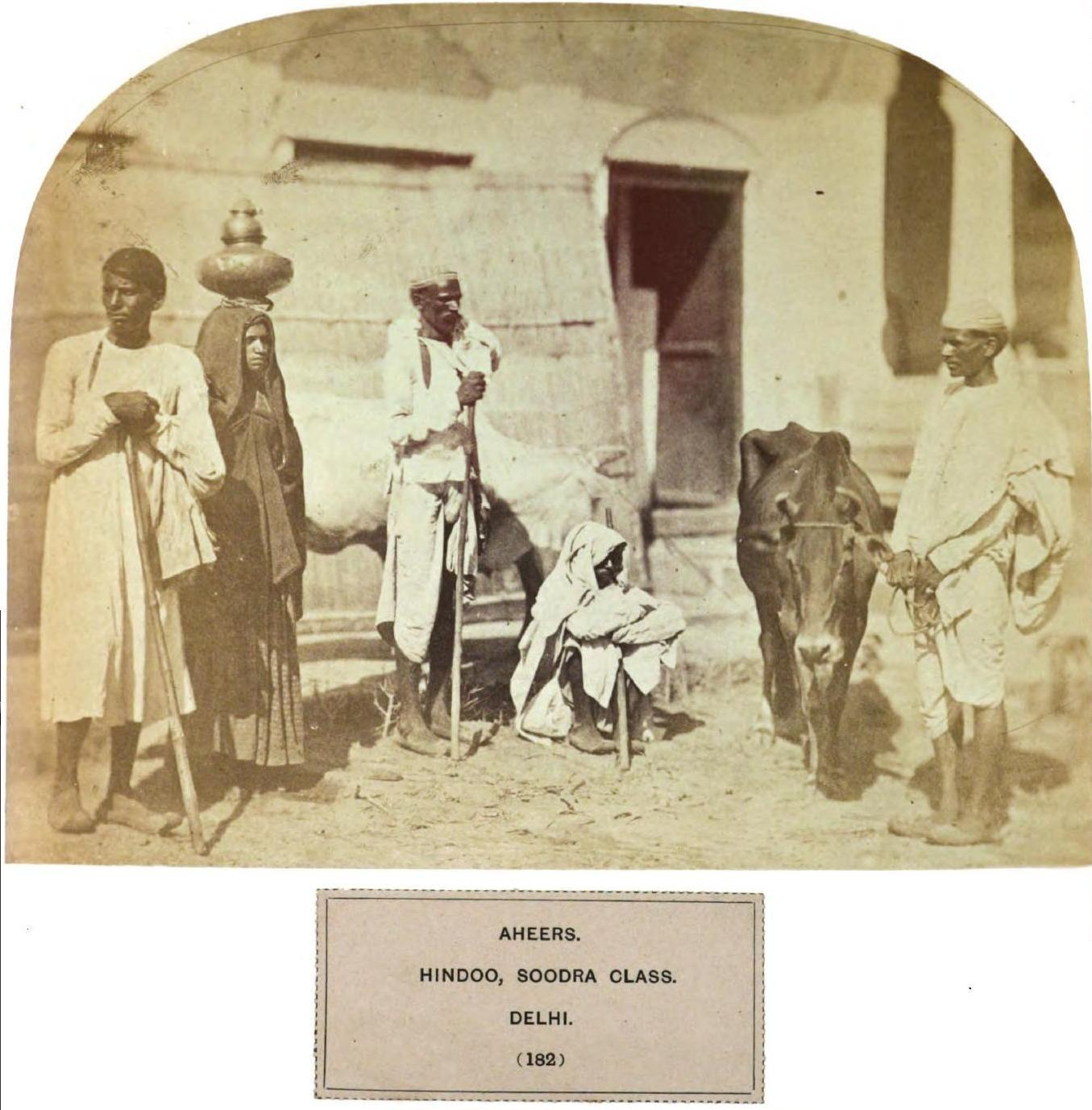
Un gruppo di Aheeri, i maggiori costituenti del gruppo Yada intorno a Delhi nel 1868

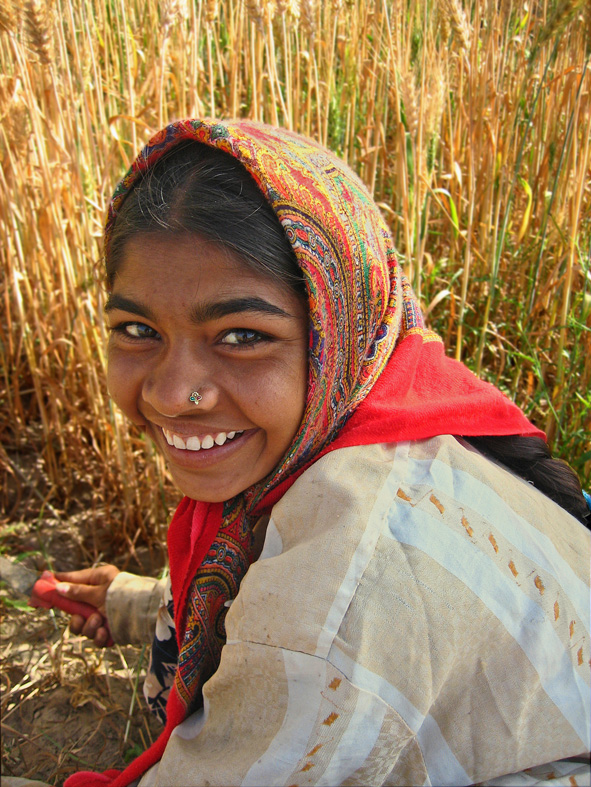
Donna della comunità Ahir che raccoglie il grano

Yādav è un termine per riferirsi ad un gruppo di comunità agricola-guerriero-pastorale, o caste, in India che sin dal XIX secolo dichiarano la loro discendenza dal re mitico Yadu, come parte di un movimento di risorgimento politico e sociale.
Il termine Yādav ora copre diverse caste pastorali tradizionali come gli Ahiri della cintura Indù (un'area linguistica dell'India centro-settentrionale), i Gavli di Maharashtra, i Goala di Andhra Pradesh e i Konar di Tamil Nadu. Nell'area della Cinturà Indù "Ahir", "Gwala", e "Yadav" sono sinonimi.
In molti stati indiani gli Yadava sono considerati nella categoria "Other Backward Class", termine del governo indiano per indicare chi appartiene a classi sociali svantaggiate.